# Янг, Адам
Адам Янг (англ. Adam Young; род. 5 июля 1986, Оттамуа, Айова, США) — музыкант, создатель проектов Owl City, Port Blue и многих других (см. список проектов). Вырос в Оватонне (Миннесота, США) — городе, примерно с двадцатью пятью тысячами жителей. Он взял в руки свою первую гитару ещё в средней школе и позже изучил основы игры на клавишных. Интересно, что Адам начал писать музыку в результате своей бессонницы.
Жанр творчества Owl City можно определить как синти-поп.
Ещё об одном своем проекте Port Blue сам Адам пишет следующее:

Port Blue — это музыка, которая может быть услышана в лифтах, вестибюлях отелей, аэропортах, музеях и ресторанах в моей голове. Это саундтрек для моей мечты. Если бы я писал музыку для фильмов, то по моим оценкам, она звучала бы именно так. Большинство эстетики Port Blue — это не то, что лежит в записях, но то, что извлечено из них. Фантастические пейзажи. Без вокала.
Оригинальный текст (англ.)Port Blue is music that can be heard playing in elevators, hotel lobbies, airports, museums and restaurants inside my head. It is the soundtrack to my dreams. If I wrote music for movies, this is what my film scores would sound like. Much of the aesthetic of Port Blue is not what lies in the recordings but rather what is extracted from them.
Dreamscapes. No vocals.

Адам — благочестивый христианин и заявил что его вера это единственное, что важнее для него чем музыка. Он назвал себя интровертированным и считает, что у него симптомы синдрома Аспергера; однако он не был диагностирован. Это превратилось в общее убеждение, что у него он есть.

## Ранняя жизнь
Адам Янг родился 5 июля 1986 года в городе Оттамуа (штат Айова). Он переехал в Миннесоту со своей семьей, когда был ещё ребёнком. Окончив среднюю школу, поступил в колледж Риверлэнд (но вскоре был отчислен) и нашел работу на складе Coca-Cola. Он начал сочинять мелодии в голове во время работы, которые он затем записывал в своей студии в подвале дома своих родителей.

После окончания средней школы я переехал в Миннеаполис и провел самые глухие недели зимы в Миннесоте, работая в ночную смену в UPS. Меня сразу все невзлюбили, да и мне там очень не нравилось, поэтому я вернулся домой. Дома я устроился на ещё одну тупиковую работу, впустую просидел полтора семестра в местном колледже Риверлэнда, думая, что я мог бы чего-то добиться в жизни. «Впустую» не потому, что колледж был «плохим», а потому, что я не мог заставить себя учиться. В результате сначала я взял академический отпуск, а потом меня исключили. Тогда я и стал заниматься музыкой. Но я так никогда и не пойму, каким образом из этого стало что-то получаться.
Оригинальный текст (англ.)After high school I moved to Minneapolis and spent the dead of winter in Minnesota working the graveyard shift at UPS. By default, everyone hated me and I hated being there so I moved home, got another dead end job and wasted a semester and a half at Riverland Community College thinking I could make something of myself (it wasn’t a waste because the college was “bad” but because I couldn’t make myself do the work and eventually got myself onto the academic probation list and thrown out). This is when I started producing music. How it all ended up working out, I’ll never know.

## Музыкальная карьера

### Windsor Airlift (2003—2009)
Осенью 2002 года Адам и братья Энди и Тони Джонсоны основали в Оватонне поп-панк группу Windsor Airlift. В апреле 2003 года они выпустили дебютный мини-альбом The Basement EP, а также сыграли свое первое шоу. Между выходом The Basement EP и серединой 2003 года они играли на нескольких шоу, включая Sunshine Festival, Bethel Church и Ironwood Springs.
После того, как они сыграли в «Битве групп» Steele County’s Battle of the Bands в середине 2003 года, группа сделала серьезные изменения в жанровом направлении. Отбросив почти каждый аспект поп-панка, они начали писать музыку под влиянием Unwed Sailor и быстро выпустили Selections for a Fallen Soldier. В конце 2003 года группа начала работу над Selections for a Fallen Soldier, Vol. II, выступая на мероприятиях по выходным. Selections for a Fallen Soldier, Vol. II был выпущен в начале 2004 года, через год после изменения жанра в группе.
Они вошли в «Турнир групп» в клубе Club 3 Degrees в конце 2004 года, играя музыку, считающуюся математическим роком. После третьего раунда они решили, что в их лучших интересах уйти из турнира. В течение этого периода они также начали создавать короткие фильмы для воспроизведения их на старых телевизорах на своих концертах в дополнении к музыке.
В начале 2005 года группа выпустила мини-альбом из четырёх треков, Hotels. Наряду с выпуском Hotels они выпустили два альбома: Moonfish Parachutist и Qiu!. Оба альбома были полностью записаны на студии в подвале дома Адама Янга. В течение 2005—2006 годов они продолжали играть на шоу и писать музыку с дополнительным членом и давним другом группы, Майклом Демарсом. В конце 2006 года группа выпустила Ocean City Park.
В 2007 году Адам и Энди сыграли несколько шоу Windsor Airlift, каждое из которых состояло из новой музыки. В течение этого времени они дважды играли с Unwed Sailor на концертной площадке Vaudeville Mews в Де-Мойне (Айова).
В течение следующих нескольких месяцев группа находилась в затишье, в то время как музыкальный проект Адама Янга (Owl City) начинал набирать популярность. За это время Адам и Энди работали над проектом Windsor Airlift через Интернет, и выпустили альбом Beneath The Crystal Waves.
В 2009 году группа воссоединилась, чтобы записать альбом We Rule!, за два дня до свадьбы Энди. Из-за занято́й карьеры Адама в проекте Owl City, We Rule! стал последним альбомом с его участием.

### Owl City (2007 — настоящее время)

#### Ранние годы:Of JuneиMaybe I’m Dreaming(2007—2008)
Страдая от бессонницы во время работы на складе компании Coca-Cola, Адам Янг решил заняться музыкой. Он начал выкладывать треки на своей странице на MySpace, и их популярность в сети впоследствии привела к созданию музыкального проекта с приглашёнными музыкантами. В июне 2007 года, в возрасте 21 года, Адам Янг выпустил EP Of June на своем профиле на MySpace. Его профиль стал сенсацией с более чем 6 миллионами просмотров и 25 миллионами прослушиваний, что является рекордным за такой короткий промежуток времени. В 2008 году вышел первый полноформатный альбом Maybe I’m Dreaming. Of June занял 15 место в чарте Billboard Top Dance/Electronic Albums, Maybe I’m Dreaming там же поднялся до 13 позиции.
Песня «The Technicolor Phase» из альбома Maybe I’m Dreaming была включена в альбом Almost Alice — сборник песен разных музыкантов, вдохновлённых фильмом «Алиса в Стране чудес».
В декабре 2008 года был выпущен сингл «The Christmas Song».

#### Ocean Eyes(2009—2010)
В феврале 2009 года Адам Янг подписал контракт с лейблом Universal Republic Records.
Первый альбом на лейбле, Ocean Eyes, вышел в iTunes 14 июля 2009 года и 28 июля в формате CD. Альбом дебютировал на 27 месте в Billboard 200. С него было выпущено три официальных сингла: «Umbrella Beach», «Fireflies» и «Vanilla Twilight». «Fireflies» возглавил чарты Канады и США, став самой часто скачиваемой композицией на iTunes в США. Ocean Eyes вошёл в десятку альбомного чарта США и возглавил американский чарт электронной музыки. В декабре 2009 года он получил статус «Золотого» в США, а в апреле 2010 года он стал «Платиновым». 24 января 2010 года «Fireflies» поднялся на первое место британского чарта синглов. Песня возглавила Billboard Hot 100 7 ноября 2009 года. Также «Fireflies» вышла в качестве бесплатного скачиваемого контента к игре для iPod/iPhone Tap Tap Revenge 3.
Вокалист группы Relient K Мэтт Тиссен сотрудничал с Owl City при создании некоторых треков, в том числе «Fireflies», и заявил в одном из интервью, что планирует создать с Адамом Янгом новый музыкальный проект «Goodbye Dubai».
В январе 2010 года вышло «улучшенное» издание альбома, под названием Ocean Eyes: Deluxe Edition. В нём появилось семь новых треков.
Owl City появился в саундтреке сериала 90210, куда вошла песня «Sunburn».
В начале 2010 года Адам Янг объявил о создании нового музыкального проекта Sky Sailing, в котором привычную для него электронную музыку заменят акустическая гитара и фортепиано. Необработанные треки этого проекта были записаны ещё летом 2006 года, прежде, чем он начал писать музыку как Owl City. Первый альбом проекта, An Airplane Carried Me to Bed, вышел 13 июля 2010 года на iTunes.
Тем не менее через Twitter Адам заявил, что новые композиции Owl City также скоро выйдут.
В мае 2010 года Адам сотрудничал с известным британским музыкантом, продюсером и автором песен Ником Брейсгердлом. 1 августа 2010 года, под своим псевдонимом Chicane, Ник выпустил сингл «Middledistancerunner» в котором Адам исполнил вокал. Адам также работал со знаменитым нидерландским продюсером и диджеем Армином ван Бюреном над треком «Youtopia» из альбома ван Бюрена Mirage.
Летом 2010 года Адам записал песню «To the Sky» для мультфильма «Легенды ночных стражей».
В ноябре 2010 года был выпущен сингл «Peppermint Winter».

#### All Things Bright and Beautiful(2011)
Производство третьего студийного альбома Owl City началось примерно в середине 2010 года. 18 октября Адам написал в блоге о своем третьем студийном альбоме, сообщив, что альбом близок к завершению.
В феврале 2011 года было объявлено название альбома, All Things Bright and Beautiful, и что он будет выпущен 17 мая. Однако, 6 апреля Адам опубликовал сообщение на своем сайте, вместе с превью нескольких песен («Dreams Don’t Turn to Dust», «Alligator Sky (feat. Shawn Chrystopher)», «Galaxies» и «Deer in the Headlights»), что релиз будет перенесен на 14 июня.
«Alligator Sky» был выпущен в iTunes 12 апреля в качестве главного сингла с альбома. В начале апреля в продажу поступили билеты на тур «All Things Bright and Beautiful World Tour», и альбом стал доступен для предварительного заказа. Песня «Galaxies» была выпущена как второй сингл с альбома.
29 апреля вышел клип на «Alligator Sky». Адам объяснил концепцию этого клипа в видео о его производстве.
Третий сингл с альбома, «Deer in the Headlights», был выпущен в iTunes 23 мая. В июне альбом был выпущен в iTunes. Хотя, всего за несколько дней до 20 мая, почти весь альбом неофициально попал в Интернет. Клип на «Deer in the Headlights» вышел 30 июня. В нём есть сцена, где Адам едет ночью в точной копии DeLorean DMC-12 из трилогии «Назад в будущее». В нём также исполняет эпизодическую роль канадская певица Lights.
В июле All Things Bright and Beautiful поднялся до 2 места в чарте Billboard Top Dance/Electronic Albums.
18 июля в iTunes был выпущен сингл «Lonely Lullaby». Адам дал интервью в августовском выпуске журнала Cliché. Он также появился на обложке журнала, и в выпуске были представлены некоторые из собственных художественных работ Адама. Позже в июле на концерте в клубе Club Nokia (The Novo, с 2016 года) в Лос-Анджелесе, Адам объявил, что концерт будет снят для DVD. Запись в конечном итоге была выпущена в iTunes в ноябре 2011 года.
15 ноября 2011 года сеть премиум-отелей Jumeirah выпустила рекламный ролик для их знаменитого роскошного отеля Burj Al Arab. Адама позвали сочинить музыку для рекламы.
Адам Янг также участвовал в записи сингла группы He Is We под названием «All About Us».

#### The Midsummer Station(2012)
2 января 2012 года Адам написал в блоге о своем четвёртом полноформатном альбоме. Он сказал, что будет сотрудничать с бо́льшим количеством продюсеров и авторов песен, чем раньше. Адам планировал выпустить альбом в промежутке между концом лета и осенью 2012 года. В феврале 2012 года в интервью с Billboard Адам сказал, что новый альбом завершен на 80-85 %.
Адам, вместе с Jewel и Jay Sean, записал песню «Here’s Hope» в поддержку кампании Child Hunger Ends Here от ConAgra Foods. 17 апреля 2012 года в Интернете неофициально появилась песня «Dementia», которая должна была быть в предстоящем альбоме. В песне принимал участие приглашенный музыкант Марк Хоппус из Blink-182.
Адам объявил, что новый EP Shooting Star должен выйти 15 мая и будет содержать четыре песни из предстоящего альбома, благодаря чему поклонники смогут получить четкое представление того, как будет звучать полноформатный альбом. 24 мая 2012 года Адам объявил в Twitter, что четвёртый студийный альбом будет называться The Midsummer Station, и что он будет выпущен 14 августа 2012 года во всем мире, кроме Великобритании, где он будет выпущен 17 сентября 2012 года. 21 июня 2012 года Адам сообщил, что дата выхода альбома перенесена на 21 августа 2012 года, но дата выхода в Великобритании осталась прежней. 12 июля 2012 года Адам сообщил, что дата выхода в Великобритании все-таки будет перенесена, на 20 августа 2012 года.
Адам объявил в Twitter, что он будет работать с Карли Рэй Джепсен над новой песней, которая по его словам выйдет 26 июня 2012 года. 20 июня 2012 года он выпустил сингл «Good Time» в своем профиле на SoundCloud. Песня была выпущена на iTunes 26 июня 2012 года. Она получила в основном положительные отзывы от критиков, в том числе от Billboard и Entertainment Weekly. «Good Time» была написана Адамом совместно с Мэттом Тиссеном и Брайаном Ли. Песня дебютировала на 18 месте в Billboard Hot 100, а позже достигла 8 места. Песня дважды получила «Платиновый» сертификат.
8 августа Адам объявил через новостную рассылку в своей электронной почте, что 21 августа он будет проводить «Release Day Listening Party», и сделает несколько телевизионных выступлений, в том числе «The Today Show» 22 августа.
19 августа Адам выпустил две демоверсии песен «Beautiful Mystery» и «Paper Tigers».
В сентябре The Midsummer Station занял 7 место в чарте Billboard 200.
5 октября вышла песня «When Can I See You Again?» из саундтрека к мультфильму «Ральф».
6 ноября вышел EP Good Time (Remixes), в котором было много ремиксов, включая один от самого Адама.
В середине 2012 года Universal Music Group объявила, что подразделение Universal Republic Records будет закрыто, а весь реестр лейбла будет передан в Republic Records; в результате все будущие работы Owl City будут выпускаться на лейбле Republic Records.

#### The Midsummer Station (Acoustic EP)(2013)
Адам Янг не выпустил полноформатного альбома в 2013 году, несмотря на сообщения о таком. В январе 2013 года Адам заявил, что его музыка будет содержать больше EDM песен, чем его прошлые работы. Он надеялся записать песню для альбома с Элли Голдинг, и заявил, что его новый альбом будет «острым». Вместо полноформатного альбома он выпустил The Midsummer Station (Acoustic EP) 30 июля. Мини-альбом содержал акустические версии песен «Good Time», «Shooting Star» и «Gold», взятых с его предыдущего студийного альбома. Мини-альбом также содержал два ранее неизданных трека: «Hey Anna» и «I Hope You Think Of Me».
В то же время Адам работал над несколькими песнями для анимационных фильмов и телевизионных рекламных роликов. 4 марта сингл «Shine Your Way» c участием Yuna был выпущен на iTunes как саундтрек из мультфильма «Семейка Крудс». Адам записал короткую песню «Wonderfilled» для телевизионной рекламы Oreo в мае 2013 года. В июне стало известно, что Owl City появится в саундтреке к фильму «Смурфики 2». Трек под названием «Live It Up» был выпущен в альбоме саундтрека Music from and Inspired By The Smurfs 2. 22 октября был выпущен сингл «Light of Christmas» в котором принимал участие TobyMac.

#### UltravioletиMobile Orchestra(2014—2015)
8 апреля 2014 года вышел сингл «Beautiful Times», в котором принимала участие Линдси Стирлинг. Адам заявил, что намерен выпустить «серию нескольких EP» в 2014 году, вместо одного полноформатного альбома. В июне он объявил, что первый EP будет называться Ultraviolet, и будет выпущен 27 июня. За день до выхода EP, на сайте Rolling Stone дебютировал клип «Beautiful Times». Ultraviolet достиг 30 места в чарте Billboard 200.
В сентябре 2014 года вышел кавер на песню «Listen to What the Man Said» для трибьют-альбома Полу Маккартни, The Art of McCartney.
7 октября на официальном канале OwlCityVEVO на YouTube вышло музыкальное видео к песне «Tokyo» с участием Sekai no Owari. На следующий день было опубликовано официальное лирическое видео для ещё одной новой песни «You’re Not Alone» с участием Бритт Николь.
В декабре 2014 года вышел новый рождественский сингл «Kiss Me Babe, It’s Christmas Time».
5 мая 2015 года на канале ESPN была показана часть из клипа к предстоящей песне «Verge» с участием Алоэ Блэка. Песня была выпущена 14 мая.
В апреле Адам заявил, что Owl City вернется с новым альбомом. Позже он объявил, что новый альбом Mobile Orchestra с главным синглом «Verge» выйдет 10 июля.
5 июня, после сингла «Verge», вышел второй сингл из Mobile Orchestra под названием «My Everything», а затем, 25 июня, сингл «Unbelievable».
29 июня 2015 года было выпущено анимационное видео для песни «Unbelievable» с участием Hanson.
В августе альбом Mobile Orchestra занял 11 место в Billboard 200.

#### Cinematic(2016—2018)
24 ноября 2016 года была выпущена новая рождественская песня «Humbug».
16 июня 2017 года вышел сингл «Not All Heroes Wear Capes» и видео к нему.
23 июня 2017 года был выпущен сингл «Waving Through a Window», который являлся саундтреком к мюзиклу «Дорогой Эван Хэнсен».
30 октября 2017 года Адам объявил, что он выпустит альбом из 18 песен под названием Cinematic, с датой выхода 1 июня 2018 года. Он сообщил, что в течение восьми месяцев с октября по июнь будут выпущены три EP, которые он назвал Reel, в которых будет по три песни. Он заявил, что источником вдохновения для этого альбома являются «удивительные люди, которых он встречал, и места, которые он видел». Первый сингл альбома, «All My Friends», был выпущен 3 ноября 2017 года. 1 декабря 2017 года был выпущен первый EP из Cinematic, Reel 1.
Сингл «Ready To Fly», написанный Адамом в 2013 году в соавторстве с норвежским исполнителем Didrick, вышел 8 января 2018 года на лейбле Monstercat.
12 января 2018 года вышел второй сингл из Cinematic, «Lucid Dream». 2 февраля был выпущен Reel 2. 9 марта 2018 года вышел третий сингл из Cinematic, «New York City». 6 апреля 2018 года был выпущен Reel 3.
Cinematic занял 8 место в чарте Billboard Independent Albums.

### Swimming With Dolphins (2008)
В 2008 году Адам Янг и Остин Тофт создали в Миннеаполисе музыкальный электронный проект Swimming With Dolphins. Название было получено, по словам Тофта, из «некоторых старых документальных фильмов Жака Кусто 1980-х годов». Адам не был вокалистом, он исполнял музыку на синтезаторе и программирование. Он также работал продюсером группы.
Проект дебютировал с выпуском в 2008 году мини-альбома Ambient Blue. В дополнение к основному релизу был также выпущен кавер на песню «Fast Car» Трейси Чэпмен в качестве B-Sides сингла. В песне «Silhouettes» основной вокал исполнила Бриан Дюрен, которая затем, вскоре после того, как Тофт познакомил её с Янгом, присоединилась к Owl City как участник концертной группы (во время туров исполняла музыку на клавишных и вокал). Позже в том же году Тофт вместе с Дюрен исполнили бэк-вокал для нескольких песен в дебютном альбоме Owl City, Maybe I’m Dreaming.
Адам Янг покинул проект в конце 2008 года, когда популярность Owl City начала расти.

### Adam Young Scores (2016)
В январе 2016 года Адам Янг анонсировал композиторский проект Adam Young Scores. Начиная с февраля, он в течение года каждый месяц выпускал саундтрековые альбомы, посвященные некоторым значимым историческим событиям XX века. Последний одиннадцатый альбом проекта, The Endurance, вышел 1 декабря 2016 года.

## Список проектов
| Название                              | Жанр                                     | Соло/совместный                                    |
| ------------------------------------- | ---------------------------------------- | -------------------------------------------------- |
| Owl City                              | Synthpop/Electronica/Pop-rock/Indie-rock | Соло (некоторые песни записаны совместно)          |
| Port Blue                             | Ambient/Electronic/Post-rock/Downtempo   | Соло                                               |
| Sky Sailing                           | Acoustic/Synthpop                        | Соло                                               |
| Seagull Orchestra                     | Synthpop/Ambient                         | Соло                                               |
| Insect Airport                        | Ambient/Trance                           | Соло                                               |
| Adam Young Scores                     | Soundtrack/Ambient/Instrumental          | Соло                                               |
| Color Therapy                         | Ambient/Electronic/Downtempo             | Соло (некоторые треки написаны совместно)          |
| Windsor Airlift                       | Ambient/Post-rock/Instrumental           | Совместный (теперь возглавлен Andy и Tony Johnson) |
| Swimming With Dolphins                | Synthpop/Electropop                      | Совместный (теперь возглавлен Austin Tofte)        |
| Keehar                                | Piano/Trance                             | Соло                                               |
| Novel                                 | Screamo/Electronica                      | Соло                                               |
| Aquarium                              | Ambient/Hip-Hop/Screamo                  | Соло                                               |
| Blue Dallas                           | Metal/Screamo/Trance                     | Соло                                               |
| Dolphin Park                          | Ambient/Instrumental                     | Совместный                                         |
| The Grizzly                           | Parody/Comedy                            | Совместный                                         |
| Basketball                            | Afrobeat/Funk/Turntablism                | Совместный                                         |
| The Perfect Theory                    | Alternative/Rock/Emo                     | Совместный                                         |
| Chester Mcwiggins and the Kowboy Kidz | Country/Bluegrass/Folk                   | Совместный                                         |
| Nuclear Suplex                        | Grime/Punk/Electro                       | Совместный                                         |

## Дискография

### Owl City
- Of June (EP) (2007)
- Maybe I’m Dreaming (2008)
- Ocean Eyes (2009)
- Ocean Eyes: Deluxe Edition (2010)
- All Things Bright and Beautiful (2011)
- The Midsummer Station (2012)
- The Midsummer Station (Acoustic EP) (2013)
- Ultraviolet (EP) (2014)
- Mobile Orchestra (2015)
- Cinematic: Reel 1 (EP) (2017)
- Cinematic: Reel 2 (EP) (2018)
- Cinematic: Reel 3 (EP) (2018)
- Cinematic (2018)

### Port Blue
- The Airship (2007)
- The Albatross EP (2008)
- The Pacific EP (2013)

### Sky Sailing
- An Airplane Carried Me to Bed (2010)

### Adam Young Scores
- Apollo 11 (2016)
- RMS Titanic (2016)
- The Spirit of St. Louis (2016)
- The Ascent of Everest (2016)
- Omaha Beach (2016)
- Miracle in the Andes (2016)
- Project Excelsior (2016)
- Corduroy Road (2016)
- Voyager 1 (2016)
- Mount Rushmore (2016)
- The Endurance (2016)

### Color Therapy
- Mr. Wolf Is Dead (2015)

### В составе Windsor Airlift
- The Basement EP (2003)
- Selections for a Fallen Soldier (EP) (2003)
- Selections for a Fallen Soldier, Vol. II (EP) (2004)
- Hotels (EP) (2005)
- Moonfish Parachutist (2005)
- Qiu! (2005)
- Ocean City Park (EP) (2006)
- Beneath The Crystal Waves (EP) (2008)
- We Rule! (2009)

### В составе Swimming With Dolphins
- Ambient Blue (EP) (2008)

## Награды и номинации
Полный список наград и номинаций на сайте IMDb.